# Salobral de la depresión de Etosha
El salobral de la depresión de Etosha es una ecorregión de la ecozona afrotropical, definida por WWF, situada en Namibia.

## Descripción
Es una ecorregión de pradera inundada que ocupa una extensión de 7200 kilómetros cuadrados en el norte de Namibia, dentro del Parque nacional Etosha. Está completamente rodeada por la ecorregión denominada sabana arbolada de mopane de Angola.
La depresión de Etosha es un desierto salino, residuo de un antiguo lago. Habitualmente, el suelo está recubierto de una agrietada capa arcillosa. Varias fuentes de agua dulce atraen a diversas especies de grandes mamíferos, especialmente en la estación seca. En los años más lluviosos la depresión se transforma en un lago somero debido sobre todo a los aportes de tres ríos: el Ekuma, el Oshigambo y el Omuramba Ovambo, aunque su profundidad no sobrepasa el metro, y su salinidad es elevada.

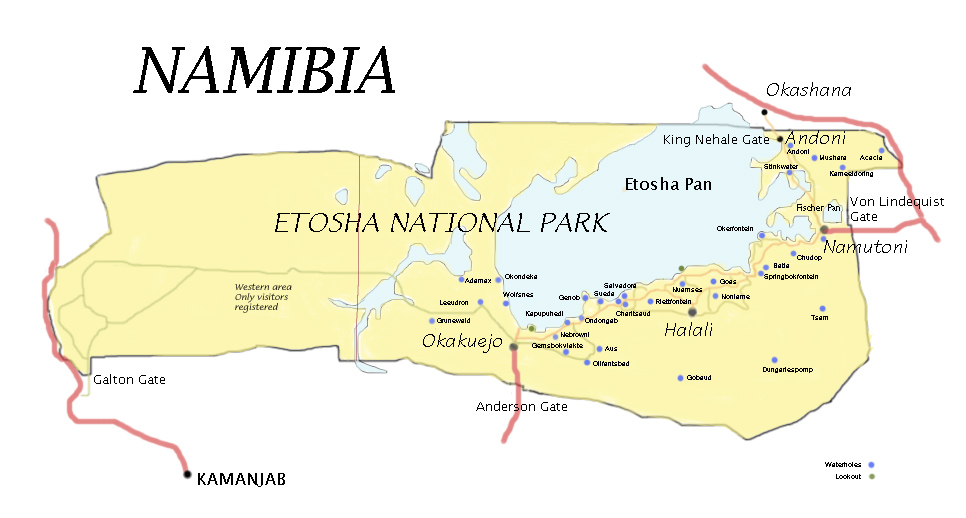
Parque nacional de Etosha. Ethosa Pan es el salobral al que hace referencia este artículo.

Además de la depresión de Etosha, forman parte de la ecorregión otras depresiones cercanas más pequeñas, como la de Fisher, al este, y las de Natukanaoka y Okahakana, al oeste.
Las precipitaciones, muy variables, alcanzan los 430 mm anuales; la mayor parte cae al final del verano, entre enero y abril. Se distinguen tres estaciones: una estación cálida y húmeda, entre enero y abril; una fría y seca, entre mayo y agosto; y una cálida y seca, entre septiembre y diciembre. La temperatura puede superar los 40° en verano, y descender hasta 0º en invierno. Los vientos fuertes son frecuentes al final del invierno, y suelen provocar tormentas de polvo.

## Flora
La ecorregión está prácticamente desprovista de vegetación. Sólo una fina capa de algas verdeazuladas cubre la superficie durante la estación de las lluvias.
Se pueden encontrar algunas plantas halófitas, adaptadas a la elevada salinidad, como la hierba Sporobolus salsus y, en menor medida, Sporobolus spicatus, Odyssea paucinervis, la quenopodiácea Atriplex vestita, Sporobolus tenellus, Sporobolus virginicus y el arbusto Suaeda articulata. También están presentes plantas anuales como Chloris virgata, Diplachne fusca, Dactyloctenium aegyptium y Eragrostis porosa.
En las orillas subsiste vegetación de sabana arbustiva enana, dominada por la acacia Acacia nebrownii. Otras especies presentes son las acantácea Monechma tonsum, Monechma genistifolium y Petalidium engleranum, Leucospaera bainesii,  la quenopodiácea Salsola tuberculata y el aloe Aloe littoralis.
En los terrenos menos salinos se encuentran praderas abiertas con pata de perdiz (Cynodon dactylon), Eragrostis micrantha, Eragrostis rotifer, Diplachne fusca y Chloris virgata. Hacia el sur y el oeste el árbol dominante es el mopane (Colophospermum mopane); hacia el este hay más variedad y abundancia de arbolado, con especies como Terminalia prunoides, la leguminosa Lonchocarpus nelsii y el sándalo africano (Spirostachys africana). Cerca de las fuentes de agua dulce se encuentra también la palmera arecácea Hyphaene ventricosa.

## Fauna
Los únicos animales grandes que habitan en la depresión salina son los avestruces (Struthio camelus), que anidan allí para evitar a los depredadores. 
Gracias a su ciclo de vida corto y a sus huevos tolerantes a la desecación, ciertos crustáceos también habitan en el entorno salino. Algunos son capaces de eclosionar, crecer y poner huevos en un solo día.
En las orillas de la depresión se pueden encontrar ardillas terrestres.
En las fuentes de agua dulce, sobre todo en la parte sur y en los meses secos del invierno, hay una gran diversidad de grandes mamíferos. La cebra de Burchell (Equus quagga burchelli), el ñú azul (Connochaetes taurinus) y el springbok (Antidorcas marsupialis) son los más abundantes. También están presentes el elefante (Loxodonta africana), la jirafa (Giraffa camelopardalis), el rinoceronte negro (Diceros bicornis), el órix del Cabo (Oryx gazella), el eland (Taurotragus oryx), el gran kudú (Tragelaphus strepsiceros), el steenbok (Raphicerus campestris), el dik-dik de Kirk (Madoqua kirki), el impala (Aepyceros melampus petersi), el león (Panthera leo), el leopardo (Panthera pardus), el guepardo (Acinonyx jubatus), la hiena manchada (Crocuta crocuta), la hiena parda (Parahyaena brunnea), el chacal de gualdrapas (Canis mesomelas) y el zorro orejudo (Otocyon megalotis).
En las épocas de lluvias excepcionalmente abundantes, cuando el desierto salino se transforma en un lago somero, aparecen grandes bandas de pelícanos vulgares (Pelecanus onocrotalus) y flamencos. Esta ecorregión es uno de los dos únicos lugares de África austral donde crían el flamenco común (Phoenicopterus roseus) y el flamenco enano (Phoeniconaias minor).

## Endemismos
El agama Agama etoshae, un lagarto de catorce centímetros de longitud que se alimenta de escarabajos y termitas en el suelo arenoso de los alrededores de las depresiones saladas, es la única especie animal endémica de la ecorregión.

## Estado de conservación
Vulnerable. Las principales amenazas son la introducción de pesticidas e insecticidas, la pesca y el impacto del turismo.

## Protección
La ecorregión está completamente incluida dentro del Parque nacional Etosha. Además, es un humedal protegido por el Convenio de Ramsar.